# Gereñu
Gereñu en basque ou Guereñu en espagnol, est un village ou contrée faisant partie de la municipalité de Iruraiz-Gauna dans la province d'Alava dans la Communauté autonome basque.

## Référence
1. ↑  Officiellement « Gereñu » Euskal Herriko leku 2012-07-25 (Site d'Euskalzaindia ou Académie de la langue basque)